# Kanton Fricktal

Wappen des Kantons Fricktal, heute der Gemeinde Schupfart

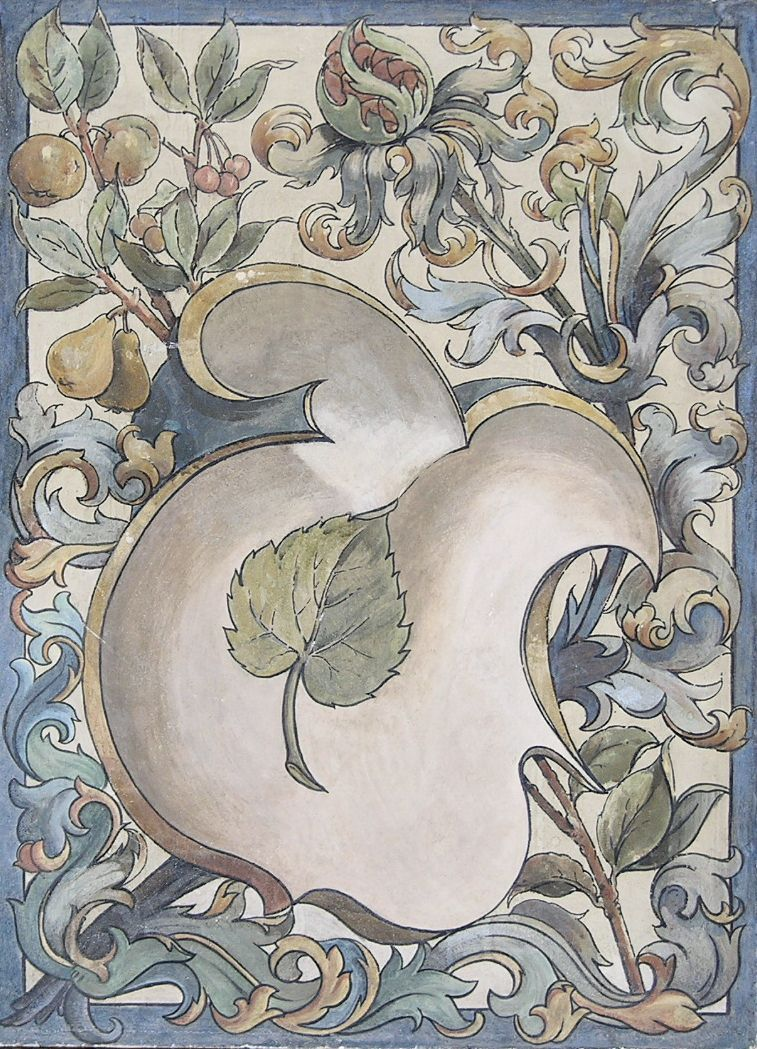
Fricktalerwappen, gemalt in der Alten Kanti Aarau

Der Kanton Fricktal war ein Kanton der Helvetischen Republik. Er wurde aus Gebieten des Oberamts Breisgau des damaligen Vorderösterreich gebildet und bestand aus den heutigen aargauischen Bezirken Rheinfelden und Laufenburg (ohne dem Gebiet der ehemaligen Gemeinde Hottwil, welche bis zu ihrer Fusion Teil des Bezirks Brugg war). Der Kanton bestand von 1802 bis 1803.
Ende des 18. Jahrhunderts war der Breisgau Teil der habsburgischen Provinz Vorderösterreich. Auch das südlich des Rheins gelegene Fricktal gehörte zum Oberamt Breisgau. 1799, ein Jahr nach der Ausrufung der Helvetischen Republik, marschierten die französischen Truppen auch ins Fricktal ein. Die Brüder Karl Fahrländer und Sebastian Fahrländer aus Ettenheim sowie einige Mitstreiter konnten dank guter Beziehungen zu führenden französischen und schweizerischen Politikern die Schaffung eines eigenständigen Kantons Fricktal durchsetzen. Sie beriefen sich dabei auf die Friedensverträge von Campo Formio (1797) und Lunéville (1801), die genau dies vorsahen.
Im Dezember 1801 wurde im Pfarrhaus von Eiken eine Verfassung geschrieben. Am 20. Februar 1802 wurde schliesslich der neue Kanton ausgerufen. Als Hauptstadt bestimmte man Laufenburg. Das ungestüme Vorgehen des Statthalters Sebastian Fahrländer stiess jedoch auf Kritik. Sein Gegner Johann Baptist Jehle rief am 22. September 1802 im Gasthaus Adler in Frick die Gemeindevertreter zusammen und erklärte den Statthalter für abgesetzt. Die Hauptstadt wurde daraufhin nach Rheinfelden verlegt.
Trotz intensiver diplomatischer Bemühungen der Fricktaler hörte der Kanton am 19. Februar 1803 auf zu existieren. Napoleon Bonaparte verfügte am 19. März in der Mediationsakte die Verschmelzung mit den Kantonen Aargau und Baden.